# Nicolas Cantu
Nicolas Cantu (nascido em 8 de setembro de 2003), conhecido pelos seus pseudônimos em inglês na internet como Junky Janker e TheCAN2Network, é um ator americano, dublador, personalidade da internet, produtor de televisão e ex-animador mexicano.
Cantu é o ator e dublador mais conhecido por ser a terceira voz do gato azul e protagonista Gumball Watterson na série animada de televisão em CGI e tradicional do Cartoon Network O Incrível Mundo de Gumball (2017–2019) e a voz da tartaruga mutante Leonardo no filme de animação Teenage Mutant Ninja Turtles: Mutant Mayhem (2023) e sua adaptação para a televisão da Nickelodeon Tales of the Teenage Mutant Ninja Turtles (2024). Cantu também é conhecido por estrelar como o personagem Elton Ortiz na série de televisão da AMC The Walking Dead: World Beyond (2020–2021) e como o personagem Hark no filme The Fabelmans (2022).
Seu canal no YouTube em inglês tem mais de 415.000 inscritos.

## Vida pregressa
Nicolas Cantu nasceu na Cidade do México, México e foi criado em Austin, Texas. Ele é descendente de mexicanos; seus pais são da Cidade do México. Seu pai é advogado e sua mãe é assistente social. Cantu é o segundo de três filhos, tendo dois irmãos, Sebastian e Matias. Ele cresceu em San Antonio, Texas, e frequentou a Stone Oak Elementary School. Ele se mudou para Los Angeles, Califórnia, quando tinha 10 anos para seguir carreira de ator. Cantu finalmente voltou para San Antonio em 2022.

## Carreira

### Comerciais
Cantu começou sua carreira estrelando vários comerciais de TV, como um para o San Antonio Spurs.

### Televisão
Ele começou sua carreira de ator e de dublagem aos doze anos de idade, como dublador convidado do menino latino e explorador Diego Márquez, já um rapaz, em um episódio de 2016 da série Dora and Friends: Into the City! da Nickelodeon. Ele então começou a dublar e interpretar papéis principais e secundários a partir de 2016. Seu primeiro papel principal da dublagem inclui o jedi Rowan Freemaker na série de televisão animada baseada nos blocos Lego e em Star Wars, intitulada Lego Star Wars: The Freemaker Adventures do Disney XD. Ele também estrelou como a minhoca masculina Paco no desenho animado Future-Worm!, dublou o príncipe James no programa do Disney Junior Sofia the First, substituindo a atriz e dubladora Tyler Merna, e forneceu vozes adicionais de vários personagens para a série de reinicialização do Cartoon Network, The Powerpuff Girls de 2016. De 2017 a 2019, ele dublou o personagem-título (Gumball Watterson) na série O Incrível Mundo de Gumball do Cartoon Network, substituindo o ator e dublador Jacob Hopkins durante a quinta temporada. Em The Gumball Chronicles, uma minissérie de oito episódios baseada em Gumball, que estreou na referida rede britânica em 2020, ele foi substituído pelo ator e dublador Duke Cutler devido à puberdade. Ele então fez sua estreia em live-action no ano anterior com um papel especial em um episódio de Teachers como Quinn e interpretou o Travis em um episódio de Raven's Home do Disney Channel. Em 2018, Cantu apareceu como Raymond em The Good Place. Em 2019, ele fez aparições especiais de um episódio nas séries de TV animadas Bizaardvark, Sydney to the Max e DuckTales. Ele dublou o personagem Winston em Middle School Moguls e apareceu como o personagem Andrew no seriado live-action da CBS The Unicorn. Ele também dublou o viking Dak na série animada DreamWorks Dragons: Rescue Riders da Netflix. Em 2020, ele dublou Rhys em um episódio de Onde Está o Waldo?, interpretou o personagem Elton Ortiz na série The Walking Dead: World Beyond, da rede AMC, e dublou a cachorrinha Teia na série animada Puppy Dog Pals. Em 2021, ele interpretou e dublou o Dennis Kern em um episódio da série de TV The Rookie, apareceu em live-action como JJ em dois episódios da série de televisão americana 9-1-1: Lone Star e dublou o super-herói Ensign Mainstay na série de animaçãp tradicional Kid Cosmic da Netflix. Em 2022, ele dublou as criaturas ficcionais, como sendo os Oddballs, Smooth Jason e Wrinkly na série de animação homônima da Netflix. Seus papéis como ator e dublagens mais recentes em 2023 incluem o Barry na série de TV americana American Born Chinese do Disney+, Otto na série de TV animada do Disney Channel Hailey's On It! e o Charlie na série animada adulta da Netflix Skull Island, baseada no gorila gigante ficcional King Kong. Ele dublou recentemente, uma das tartarugas ninjas Leonardo na série animada de televisão da Nickelodeon de 2024, Tales of the Teenage Mutant Ninja Turtles.

### Filme
Cantu começou sua carreira no cinema aos quatorze anos, dublando Curly no filme animado de TV da Nickelodeon de 2017, Hey Arnold: O Filme da Selva. Ele então estrelou The Fabelmans de Steven Spielberg como Hark em 2022. Ele fez o teste para o papel principal de Sammy Fabelman, mas recebeu o papel de Hark após ser rejeitado para o papel de Sammy. Ele forneceu a voz da tartaruga ninja ficcional masculina Leonardo no filme Teenage Mutant Ninja Turtles: Mutant Mayhem de 2023.

## Vida pessoal
Cantu é um gamer profissional.  Em 8 de novembro de 2018, ele organizou uma arrecadação de fundos para o Hospital Infantil de Los Angeles no Bob's Big Boy no bairro de Burbank, na cidade da Califórnia.
Cantu se assumiu sendo pansexual no Twitter em dezembro de 2022. Em novembro de 2023, Cantu revelou que tem autismo e TDAH.

## Links externos
- Nicolas Cantu. no IMDb.
- Nicolas Cantu at Behind The Voice Actors